# Ефект Ерлі

Вгорі — ширина бази npn при низькій напрузі колектор-база; Внизу — при високій напрузі. Заштриховані збіднені зони.

Ефект Ерлі — ефект модуляції ширини бази біполярного транзистора залежно від напруги на колекторі.
При збільшенні напруги на колекторі відбувається розширення області об'ємного заряду колекторного переходу і початок цієї області наближається до емітерного переходу, тобто база стає вужчою. Зменшення товщини бази знижує ймовірність рекомбінації, що при однаковому струмі емітера  зменшує струм бази і відповідно збільшує струм колектора. Таким чином графік залежності колекторного струму від напруги між колектором і емітером при фіксованій напрузі між базою і емітером не є горизонтальною лінією, транзистор не є ідеальним джерелом струму. Практично струм може змінюватися приблизно на 25 % в діапазоні стійкої роботи схеми.